# DAPI
DAPI, ou 4',6'-diamino-2-fenil-indol, é um marcador fluorescente que se liga fortemente a regiões de DNA ricas em adenina-timina. Sintetizada pela primeira vez em 1971 no laboratório de Otto Dann, como parte de uma pesquisa de medicamentos para tratar a tripanossomíase, o DAPI não foi bem sucedido como medicação mas houve a percepção científica que se ligava fortemente às regiões adenina-timina do DNA, emitindo fluorescência nesta forma.   

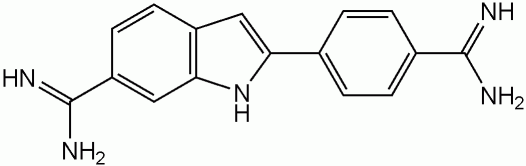
Representação da estrutura química do DAPI

A coloração da DAPI pode ser comparada, ou seja, se assemelha com as colorações da Hoechst, por também serem manchas de fluorescencia azul.
Normalmente é utilizada com outros métodos, para melhoras de resultado de imagem e imagens microscópicas que desejam usar múltiplas manchas fluorescentes em uma única amostra.
- É amplamente utilizado em microscopia de fluorescência, sendo excitado com luz ultravioleta e detectado através de um filtro azul/ciano. DAPI é conveniente para microscopistas que desejam usar múltiplas manchas fluorescentes em uma única amostra. Quando ligado ao ADN de cadeia dupla, o DAPI tem um máximo de absorção a um comprimento de onda de 358 nm (ultravioleta) e o seu máximo de emissão é de 461 nm (azul).
- Fluorescência forte quando ligado ao DNA levou à rápida adoção de DAPI para coloração fluorescente de DNA para microscopia de fluorescência. Seu uso para detecção de DNA em células de plantas , metazoários e bacterianos e partículas de vírus foi demonstrado no final da década de 1970, e a coloração quantitativa de DNA dentro das células foi demonstrada em 1977. O uso de DAPI como coloração de DNA para citometria de fluxo também foi demonstrado por volta dessa época.

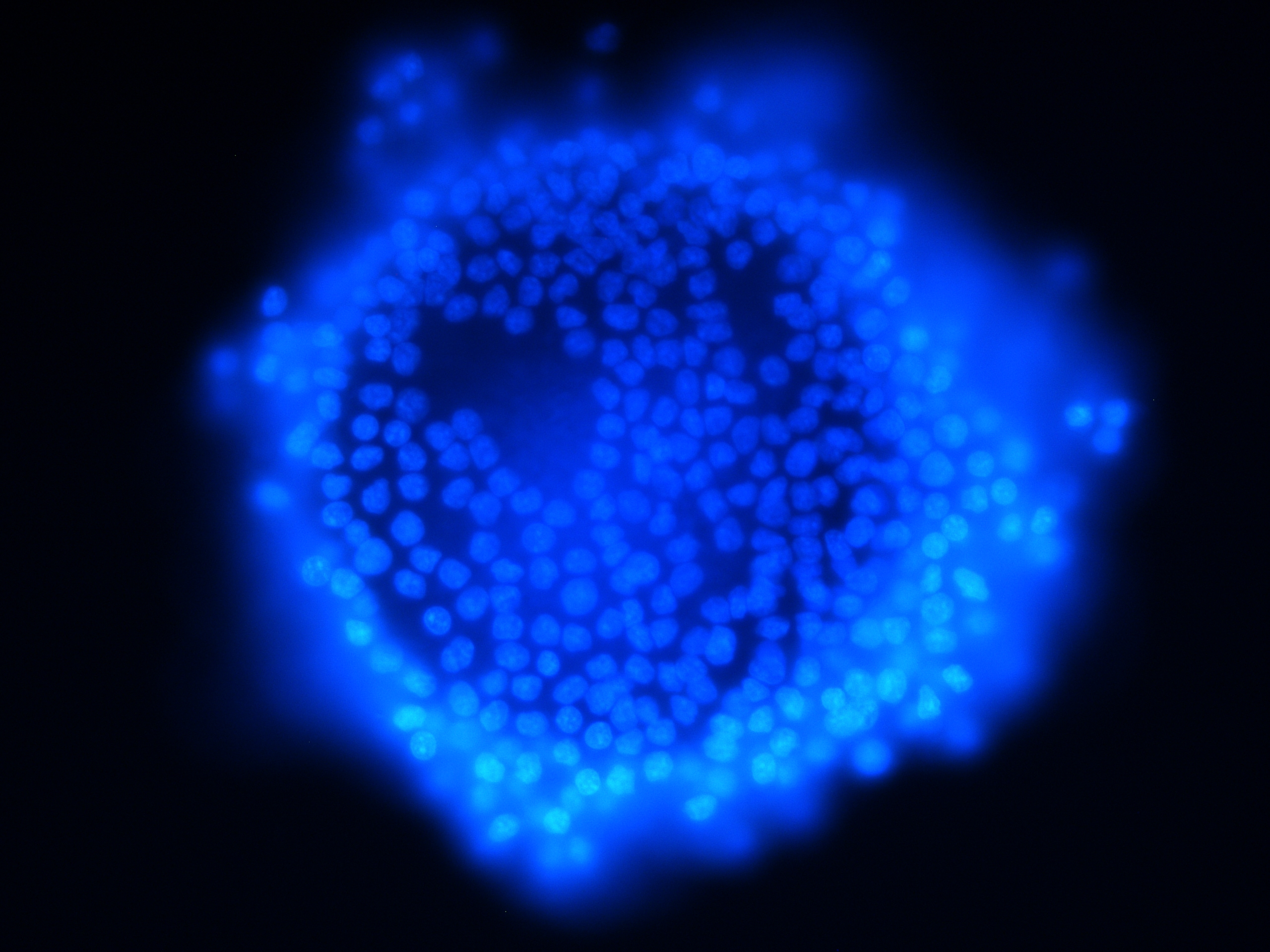
Exemplo da fluorescencia obtida

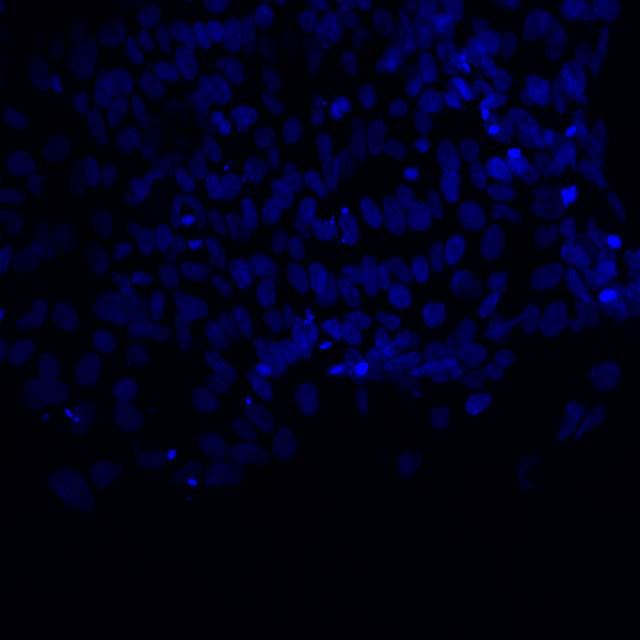
Células-tronco coradas com DAPI